# 碧姬公主 表演時刻！
《碧姬公主 表演時刻！》是一款由Good-Feel開發，任天堂發行的動作冒險遊戲，於2024年3月22日在任天堂Switch發售，支援中文。本作是繼2005年在任天堂DS平台發售的《超級碧姬公主》後，第二款以碧姬公主為唯一可操控角色的瑪利歐系列官方遊戲。

## 劇情簡介
故事描述碧姬公主從奇諾比奧拿來的傳單得知了燦光劇場，決定前去觀賞舞台演出，劇場卻落入了突然登場的「桂葡劇團」的魔掌之中，守護燦光劇場的妖精「思忒拉」和碧姬攜手拯救劇場的大戲就此拉開序幕。

## 開發
《碧姬公主 表演時刻！》最初於2023年6月21日的任天堂直面會公佈，後又於同年9月14日的任天堂直面会公布正式名稱和發售日等詳情。本作是以舞台劇為題材的瑪利歐系列遊戲，之前於1988年推出的《超級瑪利歐兄弟3》中使用過。
2023年10月12日，碧姬公主在官方主視覺封面圖中更改了面部表情，從過往瑪利歐系列的3D遊戲畫風變得更接近《超級瑪利歐兄弟電影版》的風格。

## 註解
1. ↑  如果包括1990年在LCD手錶遊戲平台Nelsonic Game Watch發售的《Princess Toadstool's Castle Run》非官方遊戲，則是第三款。

## 外部連結
- 官方网站：日文、繁体中文（台湾）、繁体中文（香港）